# 维托里奥·乔尼
维托里奥·乔尼（義大利語：Vittorio Cioni，1900年10月12日—1981年9月29日），意大利男子赛艇运动员。他曾代表意大利参加1932年夏季奥林匹克运动会赛艇比赛，获得八人单桨有舵手银牌。